# Crystal Kelly Turnier 2006
Die Crystal Kelly Trophy 2006 war die 13. Auflage dieses Einladungsturniers, das seit 1994 jährlich bis 2011 in der Disziplin Dreiband der Billardvariante Karambolage ausgetragen wurde. Sie fand vom 5. bis zum 12. Juni 2006 in Monte-Carlo statt.

## Spielmodus
Das Turnier wurde im Round-Robin-Modus mit acht Teilnehmern ausgetragen.

## Turnierkommentar
Sieger wurde der Schwede Torbjörn Blomdahl.

## Ergebnisse
| Name              | PP | Pkte | Aufn | GD    | HS |
| ----------------- | -- | ---- | ---- | ----- | -- |
| Frans van Kuijk   | 2  | 50   | 30   | 1,666 | 7  |
| Daniel Sánchez    | 0  | 35   | 30   | 1,166 | 6  |
| Dick Jaspers      | 2  | 50   | 16   | 3,125 | 8  |
| Raymond Ceulemans | 0  | 12   | 16   | 0,750 | 4  |
| Torbjörn Blomdahl | 2  | 50   | 17   | 2,941 | 9  |
| Semih Saygıner    | 0  | 32   | 17   | 1,882 | 10 |
| Frédéric Caudron  | 2  | 50   | 23   | 2,173 | 13 |
| Raimond Burgman   | 0  | 31   | 23   | 1,347 | 6  |

| Name              | PP | Pkte | Aufn | GD    | HS |
| ----------------- | -- | ---- | ---- | ----- | -- |
| Torbjörn Blomdahl | 2  | 50   | 20   | 2,500 | 6  |
| Raymond Ceulemans | 0  | 23   | 20   | 1,150 | 5  |
| Dick Jaspers      | 2  | 50   | 21   | 2,380 | 13 |
| Daniel Sánchez    | 0  | 38   | 21   | 1,809 | 13 |
| Frédéric Caudron  | 2  | 50   | 26   | 1,923 | 13 |
| Semih Saygıner    | 0  | 41   | 26   | 1,576 | 9  |
| Raimond Burgman   | 2  | 50   | 34   | 1,470 | 11 |
| Frans van Kuijk   | 0  | 33   | 34   | 0,970 | 4  |

| Name              | PP | Pkte | Aufn | GD    | HS |
| ----------------- | -- | ---- | ---- | ----- | -- |
| Torbjörn Blomdahl | 2  | 50   | 38   | 1,315 | 7  |
| Daniel Sánchez    | 0  | 47   | 38   | 1,236 | 8  |
| Dick Jaspers      | 2  | 50   | 17   | 2,941 | 8  |
| Semih Saygıner    | 0  | 40   | 17   | 2,352 | 11 |
| Frans van Kuijk   | 2  | 50   | 32   | 1,562 | 9  |
| Frédéric Caudron  | 0  | 45   | 32   | 1,406 | 5  |
| Raimond Burgman   | 2  | 50   | 27   | 1,851 | 9  |
| Raymond Ceulemans | 0  | 28   | 27   | 1,037 | 6  |

| Name              | PP | Pkte | Aufn | GD    | HS |
| ----------------- | -- | ---- | ---- | ----- | -- |
| Torbjörn Blomdahl | 2  | 50   | 25   | 2,500 | 12 |
| Raimond Burgman   | 0  | 44   | 25   | 1,760 | 8  |
| Dick Jaspers      | 2  | 50   | 21   | 2,380 | 11 |
| Frans van Kuijk   | 0  | 21   | 21   | 1,000 | 4  |
| Semih Saygıner    | 2  | 50   | 27   | 1,851 | 12 |
| Daniel Sánchez    | 0  | 43   | 27   | 1,592 | 8  |
| Frédéric Caudron  | 2  | 50   | 27   | 1,851 | 19 |
| Raymond Ceulemans | 0  | 46   | 27   | 1,703 | 6  |

| Name              | PP | Pkte | Aufn | GD    | HS |
| ----------------- | -- | ---- | ---- | ----- | -- |
| Frédéric Caudron  | 2  | 50   | 28   | 1,785 | 10 |
| Torbjörn Blomdahl | 0  | 33   | 28   | 1,178 | 6  |
| Raimond Burgman   | 2  | 50   | 22   | 2,272 | 7  |
| Dick Jaspers      | 0  | 25   | 22   | 1,136 | 6  |
| Daniel Sánchez    | 2  | 50   | 26   | 1,923 | 6  |
| Raymond Ceulemans | 0  | 30   | 26   | 1,153 | 5  |
| Frans van Kuijk   | 2  | 50   | 25   | 2,000 | 12 |
| Semih Saygıner    | 0  | 35   | 25   | 1,400 | 10 |

| Name              | PP | Pkte | Aufn | GD    | HS |
| ----------------- | -- | ---- | ---- | ----- | -- |
| Torbjörn Blomdahl | 2  | 50   | 13   | 3,846 | 3  |
| Frans van Kuijk   | 0  | 10   | 13   | 0,769 | 6  |
| Dick Jaspers      | 2  | 50   | 19   | 2,631 | 11 |
| Frédéric Caudron  | 0  | 27   | 19   | 1,421 | 5  |
| Semih Saygıner    | 2  | 50   | 27   | 1,851 | 12 |
| Raymond Ceulemans | 0  | 35   | 27   | 1,296 | 6  |
| Daniel Sánchez    | 2  | 50   | 37   | 1,351 | 5  |
| Raimond Burgman   | 0  | 28   | 37   | 0,756 | 4  |

| Name              | PP | Pkte | Aufn | GD    | HS |
| ----------------- | -- | ---- | ---- | ----- | -- |
| Torbjörn Blomdahl | 2  | 50   | 19   | 2,631 | 16 |
| Dick Jaspers      | 0  | 34   | 19   | 1,789 | 14 |
| Frédéric Caudron  | 2  | 50   | 30   | 1,666 | 8  |
| Daniel Sánchez    | 0  | 45   | 30   | 1,500 | 9  |
| Semih Saygıner    | 2  | 50   | 23   | 2,173 | 11 |
| Raimond Burgman   | 0  | 44   | 23   | 1,913 | 8  |
| Frans van Kuijk   | 1  | 50   | 34   | 1,470 | 6  |
| Raymond Ceulemans | 1  | 50   | 34   | 1,470 | 14 |

## Abschlusstabelle
| Platz                      | Name              | MP | Pkte. | Aufn. | GD    | BED   | HS |
| -------------------------- | ----------------- | -- | ----- | ----- | ----- | ----- | -- |
| 1                          | Torbjörn Blomdahl | 12 | 333   | 160   | 2,081 | 3,846 | 16 |
| 2                          | Dick Jaspers      | 10 | 309   | 135   | 2,288 | 3,125 | 14 |
| 3                          | Frédéric Caudron  | 10 | 322   | 185   | 1,740 | 2,173 | 19 |
| 4                          | Frans van Kuijk   | 7  | 264   | 189   | 1,396 | 2,000 | 12 |
| 5                          | Semih Saygıner    | 6  | 298   | 162   | 1,839 | 2,173 | 12 |
| 6                          | Raimond Burgman   | 6  | 297   | 191   | 1,554 | 2,272 | 11 |
| 7                          | Daniel Sánchez    | 4  | 308   | 209   | 1,473 | 1,923 | 13 |
| 8                          | Raymond Ceulemans | 1  | 224   | 177   | 1,265 | 1,470 | 14 |
| Turnierdurchschnitt: 1,672 |                   |    |       |       |       |       |    |